# توبد، سوریگو دل نورته
توبد، سوریگو دل نورته (به لاتین: Tubod, Surigao del Norte) یک سکونتگاه مسکونی در فیلیپین است که در سوریگائو شمالی واقع شده‌است.

## خصوصیات
توبد ۴۵٫۳۴ کیلومترمربع مساحت و ۱۲٬۵۶۹ نفر جمعیت دارد.